# Lithgows
Lithgows Limited est une entreprise familiale écossaise qui s’est longtemps consacrée à la construction navale, basée à Kingston, Port Glasgow, sur la rivière Clyde, en Écosse. Elle continue de s’occuper des ressources marines.

## Historique

### Fondation
La compagnie fut fondée par Joseph Russell et ses associés Anderson Rodger et William Lithgow, qui louèrent à Cunliffe & Dunlop le chantier naval Bay à Port Glasgow et commencèrent à faire du commerce sous le nom de Russell & Co. en 1874.
En 1879, ils achetèrent à J. E. Scott le chantier Cartsdyke Mid Yard et, en 1881, ils achetèrent à Henry Murray le chantier naval Kingston. La société est dissoute en 1891 : Russell prend sa retraite, Rodger prend le chantier Bay, et Lithgow prend les chantiers Kingston et Cartsdyke.	
En 1900, le chantier Cartsdyke est vendu à Greenock Dockyard.
Puis, en 1908, les frères James et Henry Lithgow, les fils de William, en prirent le contrôle.
La compagnie entre alors dans une période d’expansion par acquisition, achetant à Robert Duncan & Co le chantier Port Glasgow East en 1915 et achetant David Rowan & Company, constructeur d’ingénierie maritime de Glasgow en 1917.
En 1918, Russell & Company est rebaptisée Lithgows Ltd.
D’autres acquisitions comprennent le chantier Inch de Dunlop, Bremner en 1919 (bien qu’il ait continué à commercer sous son propre nom jusqu’en 1926), le chantier Glen de William Hamilton and Company également en 1919 (bien qu’il ait continué à commercer sous son propre nom jusqu’en 1963), les actionnaires de l’acier James Dunlop & Company en 1920, le chantier fermé de Murdoch & Murray en 1923 (ce qui leur donne la propriété complète du secteur riverain de Port Glasgow de Bay à Inch), le constructeur de moteurs de Greenock Rankin & Blackmore Ltd, également en 1923, et le constructeur de navires Ayrshire Dockyard Ltd, basé à Irvine, en 1928.	
En 1933, le chantier naval Inch fut vendu à National Shipbuilders Security et stérilisé pendant 40 ans. Puis, en 1935, Lithgows a pris le contrôle de la Fairfield Shipbuilding and Engineering Company à Govan, bien qu’elle ait continué ses activités en tant qu’entité distincte.
Des fermetures s’ensuivent : le chantier naval de Bay est fermé et démoli en 1935. Le chantier naval Robert Duncan East, qui avait fermé ses portes en 1931, fut rouvert sous le nom de Lithgows en 1937.

### Après-guerre
En 1949, Sir James Lithgow fonde Scottish Ore Carriers Ltd.
En 1961, Lithgows prend le contrôle de Ferguson Brothers (Port Glasgow) Ltd. à Newark (bien qu’elle continue de faire du commerce en tant qu’entité distincte).
En 1963, le chantier East Yard est fusionné avec le chantier Glen Yard de William Hamilton and Company, et l’acquisition d’une grue à portique Arrol « Goliath ». La filiale de construction de moteurs David Rowan est fusionnée avec le chantier Fairfield pour former Fairfield Rowan Ltd.
En 1964, la filiale d’ingénierie Lithgow de Rankin & Blackmore ferma sa fonderie Eagle à Greenock. Puis, en 1965, Fairfield Shipbuilding & Engineering a été placée sous séquestre. Elle a continué à être contrôlée par Lithgow sous le nom de Fairfield (Glasgow) Ltd (q.v.). La filiale d’ingénierie Fairfield Rowan est fermée en 1966.
En 1966, Lithgows achète la cale sèche d’Inchgreen à Firth of Clyde Drydock Company. Elle occupe le site de l’ancienne usine de gaz de Lithgows à Inchgreen.
En 1967, Lithgows fusionne avec Scotts Shipbuilding and Engineering Company pour former Scott Lithgow Ltd, bien que Lithgows se négocie séparément sous le nom de Lithgows (1969) Ltd.
En 1970, Lithgows (1969) Ltd a acheté le chantier naval de Campbeltown Ltd et, en 1972, le chantier Glen/East a été absorbé par le chantier Kingston.
En 1977, Scott Lithgow Ltd (et ses filiales Scott, Lithgow et Ferguson) ont été absorbées par la société d’État British Shipbuilders. Après 1977, Lithgows Ltd est restée aux mains de la famille et ses intérêts commerciaux se sont diversifiés dans l’hôtellerie, l’électronique et l’aquaculture (vendus en 2010).
À partir de 1981, l’ancien chantier Lithgow Kingston / Glen était exploité par Scott Lithgow (Offshore) Ltd. En 1983, les anciens chantiers Lithgow de Kingston / Glen ont été vendus à Trafalgar House, mais ils ont été inutilisés après 1987. Les chantiers ont été partiellement démantelés de 1987 à 1995 et, en 1996, les chantiers Kingston/Glen ont été vendus à Clydeport plc pour être réaménagés. Puis, en 1997, Clydeport loue la cale sèche d’Inchgreen à l’UiE Scotland pour la réparation de navires et la grue portique Arrol « Goliath » est démolie.
Les dernières traces des chantiers navals de Kingston et de Glen/East ont été retirées en 2005 et en 2006, et seule la porte principale rouge du chantier Glen a survécu à la fin de 2015. Le chantier Kingston est en cours de réaménagement à des fins résidentielles et le chantier Glen est maintenant le site d’un important projet de vente au détail.
Lithgows Ltd est retournée à la construction navale en 1996 lorsqu’elle a acheté le chantier naval de Buckie, dans l’est de l’Écosse. Le chantier naval a été mis sous administration en août 2013. Lithgows continue d’exploiter le Marine Resources Centre à Barcaldine (Argyll and Bute), près d’Oban.